# Ilko Pirgov
Ilko Emilov Pirgov (in bulgaro Илко Емилов Пиргов?; Goce Delčev, 23 maggio 1986) è un ex calciatore bulgaro, di ruolo portiere.

## Biografia
Ha un fratello minore, Dimităr, anch'esso calciatore.

## Caratteristiche tecniche
È un portiere abile nel parare i calci di rigore.

## Carriera

### Club
Esclusa una breve esperienza in Romania all'Otopeni, Pirgov ha trascorso la sua carriera in Bulgaria.

### Nazionale
Nel 2006 ha giocato una partita con la nazionale bulgara Under-21.

## Statistiche

### Presenze e reti nei club
Statistiche aggiornate all'8 agosto 2022.
| Stagione                 | Squadra                  | Campionato               | Campionato | Campionato | Coppe nazionali | Coppe nazionali | Coppe nazionali | Coppe continentali | Coppe continentali | Coppe continentali | Altre coppe | Altre coppe | Altre coppe | Totale | Totale |
| Stagione                 | Squadra                  | Comp                     | Pres       | Reti       | Comp            | Pres            | Reti            | Comp               | Pres               | Reti               | Comp        | Pres        | Reti        | Pres   | Reti   |
| ------------------------ | ------------------------ | ------------------------ | ---------- | ---------- | --------------- | --------------- | --------------- | ------------------ | ------------------ | ------------------ | ----------- | ----------- | ----------- | ------ | ------ |
| 2008-gen. 2009           | Otopeni                  | L1                       | 6          | -17        | CR              | 0               | 0               | -                  | -                  | -                  | -           | -           | -           | 6      | -17    |
| gen.-giu. 2009           | Černo More Varna         | A-PFG                    | 7          | 0          | CB              | -               | -               | -                  | -                  | -                  | -           | -           | -           | 7      | 0      |
| 2009-2010                | Černo More Varna         | A-PFG                    | 28         | -27        | CB              | 2               | -1              | UEL                | 4                  | -2                 | -           | -           | -           | 34     | -30    |
| 2010-2011                | Černo More Varna         | A-PFG                    | 26         | -19        | CB              | 3               | -2              | -                  | -                  | -                  | -           | -           | -           | 29     | -21    |
| 2011-gen. 2012           | Černo More Varna         | A-PFG                    | 15         | -7         | CB              | 0               | 0               | -                  | -                  | -                  | -           | -           | -           | 15     | -7     |
| gen.-giu. 2012           | Liteks Loveč             | A-PFG                    | 16         | -13        | CB              | 1               | -1              | -                  | -                  | -                  | -           | -           | -           | 17     | -14    |
| 2012-2013                | Liteks Loveč             | A-PFG                    | 29         | -24        | CB              | 4               | -3              | -                  | -                  | -                  | -           | -           | -           | 33     | -27    |
| 2013-2014                | Liteks Loveč             | A-PFG                    | 6+9        | -5 + -7    | CB              | 1               | -2              | -                  | -                  | -                  | -           | -           | -           | 16     | -14    |
| set. 2014                | Liteks Loveč             | A-PFG                    | 0          | 0          | CB              | 0               | 0               | UEL                | 2                  | 0                  | -           | -           | -           | 2      | 0      |
| Totale Liteks Loveč      | Totale Liteks Loveč      | Totale Liteks Loveč      | 51+9       | -42 + -7   |                 | 6               | -6              |                    | 2                  | 0                  |             | -           | -           | 68     | -55    |
| 2014-gen. 2015           | Černo More Varna         | A-PFG                    | 7          | -11        | CB              | 3               | -2              | -                  | -                  | -                  | -           | -           | -           | 10     | -13    |
| Totale Černo More Varna  | Totale Černo More Varna  | Totale Černo More Varna  | 83         | -64        |                 | 8               | -5              |                    | 4                  | -2                 |             | -           | -           | 95     | -71    |
| gen.-giu. 2015           | Beroe                    | A-PFG                    | 0+8        | -5         | CB              | -               | -               | -                  | -                  | -                  | -           | -           | -           | 8      | -5     |
| 2015-2016                | Beroe                    | A-PFG                    | 5          | -7         | CB              | 5               | -5              | UEL                | 0                  | 0                  | -           | -           | -           | 10     | -12    |
| Totale Beroe             | Totale Beroe             | Totale Beroe             | 5+8        | -7 + -5    |                 | 5               | -5              |                    | 0                  | 0                  |             | -           | -           | 18     | -17    |
| 2016-2017                | Lokomotiv Plovdiv        | A-PFG                    | 7+9        | -13 + -17  | CB              | 0               | 0               | -                  | -                  | -                  | -           | -           | -           | 16     | -30    |
| 2017-2018                | Lokomotiv Plovdiv        | A-PFG                    | 20+4       | -26 + -3   | CB              | 0               | 0               | -                  | -                  | -                  | -           | -           | -           | 24     | -29    |
| 2018-2019                | Lokomotiv Plovdiv        | A-PFG                    | 0+6        | -8         | CB              | 1               | -1              | -                  | -                  | -                  | -           | -           | -           | 7      | -9     |
| 2019-2020                | Lokomotiv Plovdiv        | A-PFG                    | 3+2        | -4 + -8    | CB              | 4               | -1              | UEL                | 0                  | 0                  | SB          | 0           | 0           | 9      | -13    |
| 2020-2021                | Lokomotiv Plovdiv        | A-PFG                    | 8+4        | -3 + -1    | CB              | 3               | -6              | UEL                | 0                  | 0                  | SB          | 0           | 0           | 15     | -10    |
| 2021-2022                | Lokomotiv Plovdiv        | A-PFG                    | 9+5        | -12 + -4   | CB              | 1               | 0               | UECL               | 4                  | -6                 | -           | -           | -           | 19     | -22    |
| 2022-2023                | Lokomotiv Plovdiv        | A-PFG                    | 5          | -4         | CB              | 0               | 0               | -                  | -                  | -                  | -           | -           | -           | 5      | -4     |
| Totale Lokomotiv Plovdiv | Totale Lokomotiv Plovdiv | Totale Lokomotiv Plovdiv | 52+30      | -62 + -41  |                 | 9               | -8              |                    | 4                  | -6                 |             | 0           | 0           | 95     | -117   |
| Totale carriera          | Totale carriera          | Totale carriera          | 244        | -245       |                 | 28              | -24             |                    | 10                 | -8                 |             | 0           | 0           | 282    | -277   |

## Palmarès

### Club

#### Competizioni nazionali
- Campionato bulgaro: 1

CSKA Sofia: 2007-2008
- Coppa di Bulgaria: 3

CSKA Sofia: 2005-2006
Lokomotiv Plovdiv: 2018-2019, 2019-2020
- Supercoppa di Bulgaria: 2

CSKA Sofia: 2006
Lokomotiv Plovdiv: 2020